# Halmstad (comuna)
Halmstad ou Halmostádio (em sueco: Halmstad kommun) é uma comuna da Suécia localizada no condado de Halândia. Sua capital é a cidade de Halmstad. Possui 1 014 quilômetros quadrados e segundo censo de 2018, havia 101 268 habitantes.